# Juliet Halbach-Bohlen
Juliet Amanda Viktoria Halbach-Bohlen (* 27. April 1835 in Philadelphia, Vereinigte Staaten; † 11. Februar 1919 in Baden-Baden) war eine deutsche Schriftstellerin, die auch unter dem Namen Amanda M. Blankenstein publizierte.

## Leben und Wirken
Mit ihren Eltern Georg Halbach (1798–1854) und Wilhelmina Henriette Halbach (1803–1870) kam sie im Alter von sechs Jahren nach Deutschland. Nach Reisen durch Nordafrika, Kleinasien, Griechenland, Spanien und Italien begann sie schriftstellerisch zu arbeiten und veröffentlichte Jugendschriften sowie einen Reiseführer durch Korsika. Ihr Onkel war Henry Bohlen (1810–1862). Über ihr sonstiges Leben ist nichts bekannt.

## Werke
- Unter dem Christbaum. Sinnige Erzählungen für Kinder. Schreiber, Esslingen 1878.
- Max und Robert oder unrecht Gut gedeihet nicht. Erzählung. Spittler, Basel 1879.
- Freud' und Leid im Kinderleben. 7 Erzählungen. Spittler, Basel 1879.
- Der Weihnachtsmarkt. Erzählung. Spittler, Basel 1879. (Digitalisat)
- Für Gott und Vaterland. Erzählungen für die reifere christliche Jugend. Greiner, Stuttgart 1879.
- Des kleinen Antons Schatz. Erzählung für Kinder. Spittler, Basel 1880.[1]
- Pflichtgefühl und Liebe. Drei Erzählungen für die reifere christliche Jugend. Greiner, Stuttgart 1880.
- Der lahme Anton oder der Schatz im irdenen Gefäss. Erzählung. Spittler, Basel 1881.
- Lichtblicke im Kinderleben. 4 Erzählungen. (Inhalt: Anna's Unrecht, oder wer von der Wahrheit weicht der weicht von Gott; Die Kirchenglocken; Ida's Traum; Die drei Freunde.) Spittler, Basel 1881. (Digitalisat)
- Wunderwege im Kinderleben. Erzählungen für die Kinder. Spittler, Basel 1881. (Digitalisat)
- Der kleine Kunstreiter. Erzählung. Spittler, Basel 1882.[2]
- Kindergeschichten. 3 Bändchen. (Inhalt: 1. Herzblättchens Lebenslauf; Das Gebet der Mutter; Johannes Oswald oder die Arbeit ist ein Segen; Alberts Sieg; Kurts Freund und Annchens Wunsch.) Greiner, Stuttgart 1882.
- Giulio Guttobendrio oder Segen des Gehorsams. Erzählung für Kinder. Spittler, Basel 1883.
- Die Kirchenglocken. Erzählung. Spittler, Basel 1884.
- Reiseskizzen aus Korsika. Zugleich ein Führer durch die Insel. Schulbuchhandlung, Gera 1886.
- Die drei Freundinnen. Erzählung für die reifere Jugend. Fock, Leipzig 1888.[3]
- Die kleine Hausfrau. Erzählung f ür Kinder. Jaeger & Kober, Basel 1891.
- Ellas Stiefmama und Gehorsam ist besser denn Opfer. Zwei Erzählungen für Kinder. Jaeger & Kober, Basel 1892.
- Der Goldonkel oder seid freundlich gegen jedermann. Erzählung für Kinder. Jaeger & Kober, Basel 1892.[4]
- Der Sohn der Pfarrerswitwe. Erzählung für Kinder. Jaeger & Kober, Basel 1893.
- Die zwei Geburtstagskinder. Arm und Reich. Jaeger & Kober, Basel 1893.
- Alberts Sieg. Erzählung. für Kinder. Jaeger & Kober, Basel 1895.[5]
- Die drei Vöglein und der Hund und die Katze. 2 Erzählungen. Jaeger & Kober, Basel 1896.[6]
- Wer Gott vertraut, hat auf einen Fels gebaut. 2 Erzählungen. Jaeger & Kober, Basel 1896.